# 馬布斯角
66°33′S 93°1′E / 66.550°S 93.017°E
馬布斯角是南極洲的海岬，位於瑪麗皇后地的哈斯韋爾群島以南，是麥克唐納灣入口處的東部，由澳大利亞探險家率領的探險隊繪入地圖，現時由南極條約體系管理。